# اختبار الضفدع
يشير اختبار الضفدع إلى طريقة للكشف عن الحمل لدى المرأة تعتمد على استخدام الضفادع. قبل ستينيات القرن العشرين، لم تكن اختبارات الحمل المناعية قد طُورت بعد. اعتمدت النساء قبل قرن من الزمن على اختبارات الحمل القائمة على استخدام البول وحيوانات مختلفة، من الفئران إلى الضفادع. في الوقت الحاضر، سمح التقدم في التكنولوجيا الطبية للنساء بالكشف عن الحمل بدقة باستخدام اختبار الحمل المنزلي. قبل اختراع اختبارات الحمل هذه، أراد العلماء إيجاد طريقة لكشف الهرمونات المرتبطة بالحمل عن طريق إجراء اختبار طبيعي وبسيط، غالبًا ما كانت الحيوانات جزءًا منه. يعد اختبار الضفدع أو اختبار الضفدع لكشف الحمل أحد طرق كشف الحمل التي كانت سائدة في الماضي.
خلال التاريخ، ظهر اختبار الضفدع بأشكال متنوعة وبهدف واحد وهو الكشف عن الحمل. يعد اختبار هوغبين اختبار الضفدع الأكثر شهرة، وكان طريقة اختبار الحمل السائدة بين أربعينيات وستينيات القرن العشرين، ويعتمد على وجود الهرمونات في البول والاستجابة البيولوجية لها في انواع معينة من الضفادع. اختبار غالي ماينيني هو اختبار ضفدع آخر طُور اعتمادًا على مبادئ مماثلة.
يُعتقد أن التصدير والاتجار بضفدع القيطم الإفريقي على نطاق واسع للاستخدام في هذه الاختبارات كان السبب الرئيسي لانتشار داء الفُطار الكيتريدي عبر القارات.

## الخلفية
موجهة الغدد التناسلية المشيمائية البشرية هرمون يُنتج عندما تكون المرأة حاملًا، مصدره المشيمة. تستغرق البويضة المخصبة نحو 9 أيام للانتقال من قناة فالوب إلى الرحم، حيث تنغرس في جدار الرحم. بعد ذلك، ستبدأ المشيمة في التطور وإطلاق موجهة الغدد التناسلية المشيمائية البشرية في دم الأم، ثم ينتقل هذا الهرمون إلى البول. يلزم نحو 6 أيام بعد انغراس البويضة المخصبة، أو بعد موعد بدء الحيض الفائت، للكشف عن مستويات هذا الهرمون في الدم. يكشف اختبار الحمل المنزلي وجود هرمون موجهة الغدد التناسلية المشيمائية البشرية، دون أن يقيس مستواه في الدم، وهو مبدأ الكشف عن الحمل الذي يعتمده. يوفر مستوى موجهة الغدد التناسلية المشيمائية البشرية في الدم معلومات عن الحمل، إذ يزيد مستواه ويبلغ ذروته في أول 14 أسبوع من الحمل، ولا يمكن كشفه بعد ولادة الطفل. تكون كمية موجهة الغدد التناسلية المشيمائية البشرية أقل في الحمل الوحيد منها في حال الحمل بتوأمين، وتكون أكثر في حال الحمل بثلاثة توائم. يمكن لهذا الاختبار أيضًا أن يشير إلى وجود عيوب خلقية.
في الحالة الطبيعية، لا يمكن الكشف عن موجهة الغدد التناسلية المشيمائية البشرية إلا عند الحامل. ويُنتج هذا الهرمون في حالات مرضية، مثل أورام الخلايا المنتشة، أي الأورام التي تنشأ من البويضات أو الحيوانات المنوية. يمكن استخدام اختبار موجهة الغدد التناسلية المشيمائية البشرية للكشف عن سرطان الرحم، أو الحمل العنقودي، وهو نمو مشيمي غير طبيعي في الرحم. يمكن أيضًا إجراء اختبار موجهة الغدد التناسلية المشيمائية البشرية بعد الإجهاض لنفي وجود حمل عنقودي. لدى الرجال، يمكن استخدام اختبار موجهة الغدد التناسلية المشيمائية البشرية للكشف عن سرطان الخصية.

## اختبار هوغبين
كان اختبار هوغبين، الذي سُمي نسبةً إلى عالم الحيوان البريطاني لانسلوت هوغبين، أحد أكثر اختبارات الحمل موثوقية وسرعة بين أربعينيات وستينيات القرن العشرين. في هذا الاختبار، يُجرى حقن عينة بول في ضفدع القيطم الإفريقي. يستخدم اختبار هوغبين إناث الضفادع، على عكس اختبار غالي ماينيني الذي يستخدم ذكور الضفادع.
ركزت أعمال هوغبين السابقة على هرمونات الغدة النخامية والضفادع. في أحد الأيام، لاحظ هوغبين وفريقه أن لون جلد الضفادع البالغة يعتمد على البيئة التي نمت فيها الضفادع. تؤدي البيئة ذات الألوان العاتمة إلى تلون البشرة باللون الأسود، وتؤدي البيئة ذات الألوان الفاتحة إلى تلون الضفادع بألوان فاتحة. افترض هوغبين أن هذه الظاهرة المثيرة للاهتمام ناتجة عن وجود الغدة النخامية. تحقق هوغبين من صحة فرضيته من خلال إثبات أن إزالة الغدة النخامية ستؤدي إلى اكتساب بشرة الضفادع اللون الأبيض بغض النظر عن البيئة التي نمت فيها. والأهم من ذلك، خلال دراسته للغدة النخامية للضفدع، اكتشف أن إناث الضفادع تبيض بعد حقن مستخلص الغدة النخامية للثور في الكيس اللمفاوي الظهري لها، ما شكل أساسًا لاكتشافه المستقبلي.
واصل هوغبين عمله وانتقل إلى جنوب إفريقيا في عام 1927، حيث ركزت أبحاثه على حقن ضفدع القيطم الإفريقي بمستخلص الغدة النخامية للثور، واكتشف عن طريق الصدفة أن ضفادع القيطم الإفريقي تبيض في غضون يوم واحد إذا حُقنت بمستخلصات الغدة النخامية، بسبب حساسية هذه الضفادع للتغيرات الهرمونية. خلال هذه الفترة، عرف العلماء أن بول النساء الحوامل يحتوي على هرمونات. توصل هوغبين إلى إدراك إمكانية كشف وجود هرمونات الغدة النخامية في بول النساء الحوامل من خلال استجابة الضفادع. بعد ذلك، أمضى هوغبين وعالم الوراثة الحيوانية فرانسيس ألبرت إيلي كرو عامين في تطوير طريقة لتربية هذه الضفادع والحفاظ عليها في بيئة معملية، ما أدى إلى انتشار استخدام طريقة هوغبين عشرين عامًا، والتي زُعم أنها دقيقة بنسبة 100% تقريبًا.

### إجراء اختبار هوغبين
تألف اختبار هوغبين من حقن عينة من بول المرأة في جلد ظهر الضفدع، وتحديدًا في الكيس اللمفاوي الظهري. وتظهر النتائج بعد نحو 12 ساعة. إذا كانت المرأة حاملًا، تبدأ أنثى الضفدع بوضع البيض، وتمكن رؤية مجموعة من البيض في الطرف الخلفي للضفدع. ومن اللافت أن ذكور ضفدع القيطم الإفريقي تستجيب أيضًا عند حقن بول المرأة الحامل، إذ تبدأ بإنتاج الحيوانات المنوية. تنتج هذه الاستجابة عن تأثير هرمون موجهة الغدد التناسلية المشيمائية البشرية الموجود في بول المرأة الحامل. إذا لم تكن المرأة حاملًا، لا تُنتج الضفادع الإناث أو الذكور البيض أو الحيوانات المنوية على التوالي.

### ميزات اختبار هوغبين
كانت اختبارات الحمل السابقة، التي تسمى اختبارات إيه زي أو اختبار الأرنب، صعبة وتستغرق وقتًا طويلًا. تألفت هذه الاختبارات من حقن بول النساء مرتين في اليوم، لمدة ثلاثة أيام، في الفئران أو الأرانب. بعد ذلك، يجب قتل الحيوان وتحري تضخم المبيضين. يشير نمو المبيضين إلى وجود موجهة الغدد التناسلية المشيمائية البشرية في بول المرأة. سرعان ما أصبح اختبار هوغبين أكثر انتشارًا مقارنةً بالاختبارات الأقدم لأن النتائج تظهر في أقل من يوم واحد، وتتسم بالدقة. بالإضافة إلى أن اختبار هوغبين لا يتطلب قتل الضفادع، لذا يمكن استخدام الضفدع أكثر من مرة، بخلاف اختبارات إيه زي، التي تنطوي على قتل الحيوان المستخدم لفحص المبيضين. كان الاحتفاظ بالضفادع أسهل من القوارض، وتكلفة تربيتها أقل. استُخدم اختبار هوغبين الفعال والموثوق حتى طُور اختبار حمل أبسط ولا يستخدم الحيوانات في أواخر ستينيات القرن العشرين.